# Judith Kanakuze
Judith Kanakuze (distrito de Rusizi, Ruanda, 19 de septiembre de 1959 - 7 de febrero de 2010) fue una política ruandesa y activista por los derechos de las mujeres conocida sobre todo por aprobar leyes contra la violencia de género, incluida la primera definición legal de violación en Ruanda, y por contribuir a las cuotas constitucionales de género que exigían la representación de las mujeres en los órganos de gobierno. Trabajó en múltiples campos, incluidos la nutrición y la administración pública, antes de convertirse en una destacada líder de las mujeres tras el genocidio de Ruanda de 1994, en el que perdió a la mayor parte de su familia. Kanakuze fundó la primera organización de mujeres Réseau des Femmes y representó los intereses de las mujeres en los Acuerdos de Arusha y en el comité ruandés encargado de establecer una constitución. Posteriormente, las cuotas de género que exigían que las mujeres compusieran al menos el 30% de los órganos de gobierno impulsaron rápidamente la participación femenina hasta superar las cuotas en el Parlamento. Fue elegida diputada en 2003 y reelegida en 2008. Durante sus mandatos, presidió el Foro de Mujeres Parlamentarias de Ruanda.

## Trayectoria
Judith Kanakuze nació el 19 de septiembre de 1959 en el distrito de Rusizi, Ruanda. Trabajó como maestra de escuela durante dos años a partir de 1980 y más tarde se convirtió en nutricionista. Fue supervisora nacional de los Centros Nutricionales de Ruanda durante cuatro años a partir de 1986, tras lo cual coordinó un proyecto de ahorro de energía en los hogares con SNV Netherlands Development Organisation. En 1992 realizó estudios e investigaciones en el Ministerio de Obras Públicas. Durante esta época, Kanakuze representó a mujeres y niños en los Acuerdos de Arusha. También dirigió una organización feminista, Twese Hamne (Pro-Femmes). Vivió el genocidio de Ruanda de 1994, en el que la mayor parte de su extensa familia tutsi fue asesinada en una iglesia de Kibuye en el oeste de Ruanda, donde habían ido en busca de refugio.
Tras el conflicto, regresó a Ruanda desde un campo de refugiados en Goma para reabrir una cooperativa de crédito para mujeres especializada en microfinanciación y que también ofrecía programas educativos y de resolución de conflictos. Kanakuze fundó la primera organización de mujeres Réseau des Femmes, de la que fue asesora a finales de los años 1990.
Kanakuze, conocida por aquel entonces como líder de los derechos de la mujer en Ruanda, fue seleccionada para formar parte de la Comisión Constitucional de 2001 como defensora de la igualdad de género y fue una de las tres mujeres en el panel de 12 personas. Aporto numerosas cláusulas relacionadas con el género a la Constitución, la más importante de las cuales creaba cuotas de género en las que las mujeres debían ocupar al menos el 30% de los escaños en los órganos de toma de decisiones de Ruanda. Organizaciones de mujeres de la sociedad civil y mujeres a título individual se sumaron a Kanakuze para convencer a los demás miembros de la comisión. Las mujeres ruandesas comenzaron a ingresar en comités controlados por hombres y fueron reconocidas en cuestiones distintas a las de género. En 2003, las mujeres ocupaban casi la mitad de los escaños del Parlamento y Kanakuze fue elegida para uno de ellos. Al año siguiente, presidió el Foro Parlamentario de Mujeres de Ruanda, que diseñó leyes para abordar la igualdad de género dentro del gobierno. Kanakuze fue miembro de la Comisión Parlamentaria Permanente de Género y Promoción de la Familia. Su acto legislativo más significativo fue una ley de 2008 contra la violencia de género, incluidas la violencia doméstica y la violación, que estableció la definición de violación en la legislación ruandesa y supuso la primera ley introducida por parlamentarios (en lugar del poder ejecutivo) desde las elecciones de 2003. Kanakuze fue reelegida en 2008 por el partido político Frente Patriótico Ruandés.
En diciembre de 2009 enfermó durante una reunión y no se recuperó. Kanakuze falleció el 7 de febrero de 2010, a la edad de 51 años. El Parlamento cerró durante un día en señal de duelo y en honor a su memoria.